# Andrea Holíková
Andrea Holíková (* 15. ledna 1968) je bývalá česká tenistka, která profesionálně hrála v letech 1984 až 1990. V roce 1985 vyhrála s československým týmem Fed Cup. Jejím nejvyšším umístěním na žebříčku WTA ve dvouhře bylo 112. místo (15. duben 1988) a ve čtyřhře 99. místo (21. prosinec 1986). Na okruhu WTA nevyhrála žádný turnaj, dvakrát byla ve finále ženské čtyřhry se spoluhráčkou Kateřinou Böhmovou-Skronskou.
Po Olze Míškové (vyhrála první ročník, 1948) zvítězila jako druhá Češka v roce 1985 na juniorce dvouhry ve Wimbledonu.
Jejím otcem je Jaroslav Holík, bratrem Bobby Holík a strýcem pak Jiří Holík, známí čeští hokejisté. Jedná se o manželku bývalého československého hokejisty a nynějšího hokejového trenéra Františka Musila, se kterým má tři děti. David a Adam jsou hokejisti, prvního draftoval klub Edmonton Oilers, druhého St. Louis Blues.

## Finále na okruhu WTA a ITF

### Finalistka série Virginia Slims: čtyřhra (0–2)
| Stav       | Č. | Datum             | Turnaj            | Povrch | Spoluhráčka      | Soupeřky ve finále                  | Výsledek      |
| Finalistka | 1. | 20. července 1985 | Bregenz, Rakousko | antuka | Kateřina Böhmová | Mima Jaušovecová Virginia Ruziciová | 2–6, 3–6      |
| Finalistka | 2. | 26. srpna 1985    | Monticello, USA   | Hard   | Kateřina Böhmová | Mercedes Pazová Gabriela Sabatini   | 7–5, 4–6, 3–6 |

### Finále na okruhu ITF

#### Dvouhra: 2 (1–1)
| $100,000 tournaments |
| $75,000 tournaments  |
| $50,000 tournaments  |
| $25,000 tournaments  |
| $10,000 tournaments  |

| Stav       | Č. | Datum          | Turnaj            | Povrch | Soupeřka ve finále | Výsledek |
| Finalistka | 1. | 13. října 1984 | Sofie, Bulharsko  | antuka | Regina Maršíková   | 6–1, 6–4 |
| Vítězka    | 1. | 12. ledna 1985 | Key Biscayne, USA | tvrdý  | Kristin Kinneyová  | 7–5, 6–3 |

#### Čtyřhra: 1 (1–0)
| Stav    | Č. | Datum          | Turnaj                 | Povrch | Spoluhráčka   | Soupeřky ve finále                      | Výsledek |
| Vítězka | 1. | 25. srpna 1984 | Rheda-Wiedenbrück, SRN | antuka | Olga Votávová | Andrea Tiezziová Isabelle Villaverdeová | 7–5, 6–4 |

## Juniorská kategorie

### Grand Slam: dvouhra (1–1)
| Stav       | Datum | Turnaj    | Povrch | Soupeřka ve finále | Výsledek    |
| Vítězka    | 1985  | Wimbledon | tráva  | Jenny Byrneová     | 7–5, 6–1    |
| Finalistka | 1985  | US Open   | tvrdý  | Laura Garroneová   | 2–6, 6(0)–7 |

### Grand Slam: čtyřhra (1–1)
| Stav       | Datum | Turnaj      | Povrch | Spoluhráčka     | Soupeřky ve finále                              | Výsledek      |
| Finalistka | 1985  | French Open | antuka | Radka Zrubáková | Mariana Pérezová Roldánová Patricia Tarabiniová | 3–6, 7–5, 4–6 |
| Vítězka    | 1985  | US Open     | tvrdý  | Radka Zrubáková | Mariana Pérezová Roldánová Patricia Tarabiniová | 6–4, 2–6, 7–5 |